# Strandiata monikae
Strandiata monikae är en skalbaggsart som beskrevs av Karl Adlbauer 2008. Strandiata monikae ingår i släktet Strandiata och familjen långhorningar. Inga underarter finns listade i Catalogue of Life.